# Plagiomnium
Plagiomnium és un gènere de molses (briòfits) de la família de les Mniàcies. Actualment 29 espècies formen part d'aquest gènere.

## Descripció
Les molses del gènere Plagiomnium són de mida mitjana o gran. Els caulidis fèrtils són erectes i consten de tres fileres de fil·lidis; Mentre que els caulidis estèrils són reptants, amb fil·lidis complanats (disposats en un pla); sovint amb petits rizoides (micronemes) que surten de la base. Generalment els fil·lidis són plans o ondulats, i tenen un nervi percurrent o excurrent. El marge està compost per cèl·lules estretes i llargues, és uniestratificat i forma dents senzilles. La càpsula pot ser ovoide o oblonga i la inserció amb la seta és inclinada o pèndula.

## Espècies destacades
Als Països Catalans hi ha un total de 7 espècies del gènere Plagiommium:
- Plagiomnium affine
- Plagiomnium cuspidatum
- Plagiomnium elatum
- Plagiomnium ellipticum
- Plagiomnium medium
- Plagiomnium rostratum
- Plagiomnium undulatum